# Igel
Igel è un comune di 2 023 abitanti della Renania-Palatinato, in Germania.
Appartiene al circondario (Landkreis) di Treviri-Saarburg (targa TR) ed è parte della comunità amministrativa (Verbandsgemeinde) di Trier-Land.
Nel territorio del comune di Igel è sita la Colonna di Igel, un monumento funerario romano risalente al 200 d.C. e facente parte dei Beni patrimonio dell'umanità di Treviri. La sua immagine stilizzata fa parte dello stemma del comune.